# Герб Тайкурів
Герб Тайкурів — офіційний символ села Тайкури, Рівненського району Рівненської області, затверджений 6 червня 1997 р. рішенням сесії сільської ради. 
Автори — А. Гречило та Ю. Терлецький.

## Опис герба
У чорному полі св. Юрій верхи на срібному коні зі золотою гривою та хвостом б'є золотим списом срібного змія; св. Юрій одягнений у золоту сорочку, сині штани, золоті чоботи та синій плащ, тримає у руках червоний щит зі срібним хрестом; у змія червоні очі та пазурі.

## Значення символів
Герб реконструйовано за міським знаком ХVІІ ст. Він засвідчує значення Тайкурів як укріпленого оборонного пункту на шляху ворожих набігів на Волинь та підкреслює роль князя Юрія Вишневецького в історії містечка.
Щит увінчано червоною міською короною, що вказує на село, яке давніше було містечком.